# Klemas Inta
Klemas Inta (* 23. November 1941 in Viliotė, Rajongemeinde Mažeikiai) ist ein litauischer Politiker.

## Leben
Nach dem Abitur 1959 in Židikai bei Mažeikiai arbeitete er im Kolchos. 1965 absolvierte er das Diplomstudium der Mechanik an der Fakultät der Mechanisation am Lietuvos žemės ūkio akademija und wurde Ingenieur. 1971 absolvierte er die Schule der Luftfahrt in Kaluga und wurde Pilot und Instruktor. Von 1967 bis 1968 lehrte er in der Berufsschule in Viekšniai. Von 1990 bis 1992 war er Mitglied im Seimas. Von 1995 bis 1997 war er Bürgermeister der Rajongemeinde Akmenė und von 1997 bis 2001 Mitglied im Rat Akmenė.
Ab 1991 war er Mitglied von Lietuvių tautininkų sąjunga.